# サロネーゼ
サロネーゼは、主に自宅でサロン（教室）を開催して人気を博している女性たちのこと。分野は美容、リラクゼーション、フラワーアレンジメント、料理、手芸など。
2006年に女性雑誌『VERY』が特集を組んだことから人気が高まった。